# Thulukhanam Shunmugham
Thulukhanam Shunmugham (* 19. Juni 1920 in Austin Town; † 13. Dezember 2012 in Bangalore) war ein indischer Fußballspieler. 

## Karriere
Thulukhanam Shunmugham besuchte die Austin Town High School und die RBANMS High School. Er spielte während seiner Karriere Maharaja Socials und Bangalore Student Football Club. Als Kapitän der Mannschaft von Mysoregewann er 1946 und 1952 die Santosh Trophy. 
Bei den ersten Asienspielen 1951 gewann er mit der indischen Mannschaft die Goldmedaille. Ein Jahr später trat Shunmugham mit der Indischen Nationalmannschaft bei den Olympischen Sommerspielen 1952 in Helsinki an. Später war er als Trainer aktiv und führte die Mannschaft von Karnataka zum Sieg bei der Santosh Trophy.
Shanmugham war von Beruf Polizeibeamter in Mysore und war 35 Jahre lang als Sicherheitsbeamter für zwei Gouverneure tätig.